# 〈骨牌使い〉の鏡
『〈骨牌使い〉の鏡』（フォーチューン・テラーのかがみ）は、五代ゆうによる日本のライトノベル。ファンタジー・エッセンシャル（富士見書房）よりハードカバーにて2000年1月に刊行。後に富士見ファンタジア文庫（富士見書房）より2006年3月から9月にかけて全3巻で文庫化された。富士見ファンタジア文庫版のイラストは宮城による。その後、ハヤカワ文庫JA（早川書房）より2015年2月に文庫上下巻で刊行された。

## あらすじ
腕の良い占い師だった母を亡くしたアトリは、娼館“斥候館”の女主人の寵愛をうける女占い師。今日も館の花の祭りに招かれていた。館では年下の親友モーウェンナから頼まれて骨牌占いをするが、その最中に因縁をつけられたアトリは、その場にいたひとりの青年・ロナーを占う羽目になる。そこでアトリに選ばれた札は不吉なものだった…。祭りの帰り、何者かに連れ去られそうになったアトリは、母から受け継いだ大切な“骨牌”が、音もなく光の粒となって消えゆくのを目にする。その直後、異形のものに襲われる―。〈骨牌〉に翻弄される少女の数奇な運命を描く幻想叙事詩。

## 登場人物
アトリ
本作の主人公。港町ハイ・キレセスの占い師。独り暮らしの女性、17歳。
ツィーカ・フローリス
高級娼館〈斥候館〉のあるじ。堂々とした年齢不詳の美女。
モーウェンナ
ツィーカの一人娘。10歳。アトリの親友。
ロナー
旅の剣士。黒髪黒瞳。何か使命を持っている。
ドリリス・ベルン
壁画の修復師。盗癖がある。
ダーマット・オディナ
流れの何でも屋。骨牌使いで剣もかなり使える。
ファウナ
森の義賊〈虎〉の女首領。力の強い剣士。
ダニロ
〈虎〉の少年。
フロワサール
ハイランドの国王。病弱で目も見えない。〈骨牌〉の一人〈鷹の王子〉でもある。
ペレドゥア
アシェンデン大公。有力貴族。
アルディル
ペレドゥアの娘。
メイゼム・スリス
式部卿。
エレミヤ
ハイランド王国〈骨牌〉の一人。〈青の王女〉
ユーヴァイル
ハイランド王国〈骨牌〉の一人。〈月の鎌〉
アドナイ
ハイランド王国〈骨牌〉の一人。とてつもない老人。〈樹木〉
モラン
〈逆位〉。〈傾く天秤〉
キャステア
東の蛮族の若長の一人。

## 既刊一覧

### ファンタジー・エッセンシャル版
- 五代ゆう（著） 『〈骨牌使い〉の鏡』 富士見書房〈ファンタジー・エッセンシャル〉、2000年1月28日発売[2]、ISBN 978-4829174128

### 富士見ファンタジア文庫版
- 五代ゆう（著）・宮城（イラスト）、富士見書房〈富士見ファンタジア文庫〉、全3巻
  - 『〈骨牌使い〉の鏡』、2006年3月25日初版発行（3月18日発売[3]）、ISBN 978-4829118054）
  - 『〈骨牌使い〉の鏡 II』、2006年6月25日初版発行（6月20日発売[4]）、ISBN 978-4829118320）
  - 『〈骨牌使い〉の鏡 III』、2006年9月25日初版発行（9月20日発売[5]）、ISBN 978-4829118597）

### ハヤカワ文庫JA版
- 五代ゆう（著）、早川書房〈ハヤカワ文庫JA〉、全2巻
  - 『〈骨牌使い〉の鏡 上』、2015年2月21日初版発行、ISBN 978-4-15-031184-1）
  - 『〈骨牌使い〉の鏡 下』、2015年2月21日初版発行、ISBN 978-4-15-031185-8）